# Lomographa purgata
Lomographa purgata là một loài bướm đêm trong họ Geometridae.